# Matriz anti-hermitiana
Em álgebra linear, uma matriz quadrada com entradas complexas é dita anti-hermitiana (português brasileiro) ou anti-hermítica (português europeu) se sua conjugada transposta é a negativa da matriz original. Isto é, a matriz {\displaystyle A} é anti-hermitiana se satisfaz a relação
{\displaystyle a_{ij}=-{\overline {a_{ji}}}}
para todo {\displaystyle i} e {\displaystyle j}, onde {\displaystyle a_{ij}} é o elemento na linha {\displaystyle i} e coluna {\displaystyle j} de {\displaystyle A}, e a barra superior denota o complexo conjugado.
Matrizes anti-hermitianas podem ser entendidas como versões complexas de matrizes antissimétricas, ou como análogo matricial de números puramente imaginários. O conjunto de todas as matrizes anti-hermitianas {\displaystyle n\times n} forma a álgebra de Lie {\displaystyle u(n)}, que corresponde ao grupo de Lie U(n). O conceito pode ser generalizado para incluir transformações lineares de qualquer espaço vetorial complexo com uma norma sesquilinear.
Notar que o adjunto de um operador depende do produto escalar considerado sobre o espaço real ou complexo {\displaystyle n} dimensional {\displaystyle K^{n}}. Se {\displaystyle (\cdot |\cdot )} denota o produto escalar sobre {\displaystyle K^{n}}, então afirmar que {\displaystyle A} é anti-adjunta significa que para todo {\displaystyle u,v\in K^{n}} tem-se
{\displaystyle (Au|v)=-(u|Av)\,}.

## Exemplo
Por exemplo, a seguinte matriz é anti-hermitiana
{\displaystyle A={\begin{bmatrix}-i&2+i\\-2+i&0\end{bmatrix}}}
pois
{\displaystyle -A={\begin{bmatrix}i&-2-i\\2-i&0\end{bmatrix}}}
é o transposto conjugado de {\displaystyle A}.